# Lygodactylus angularis
Lygodactylus angularis este o specie de șopârle din genul Lygodactylus, familia Gekkonidae, descrisă de Günther 1893.

## Subspecii
Această specie cuprinde următoarele subspecii:
- L. a. angularis
- L. a. heeneni
- L. a. grzimeki